# Tandläkare

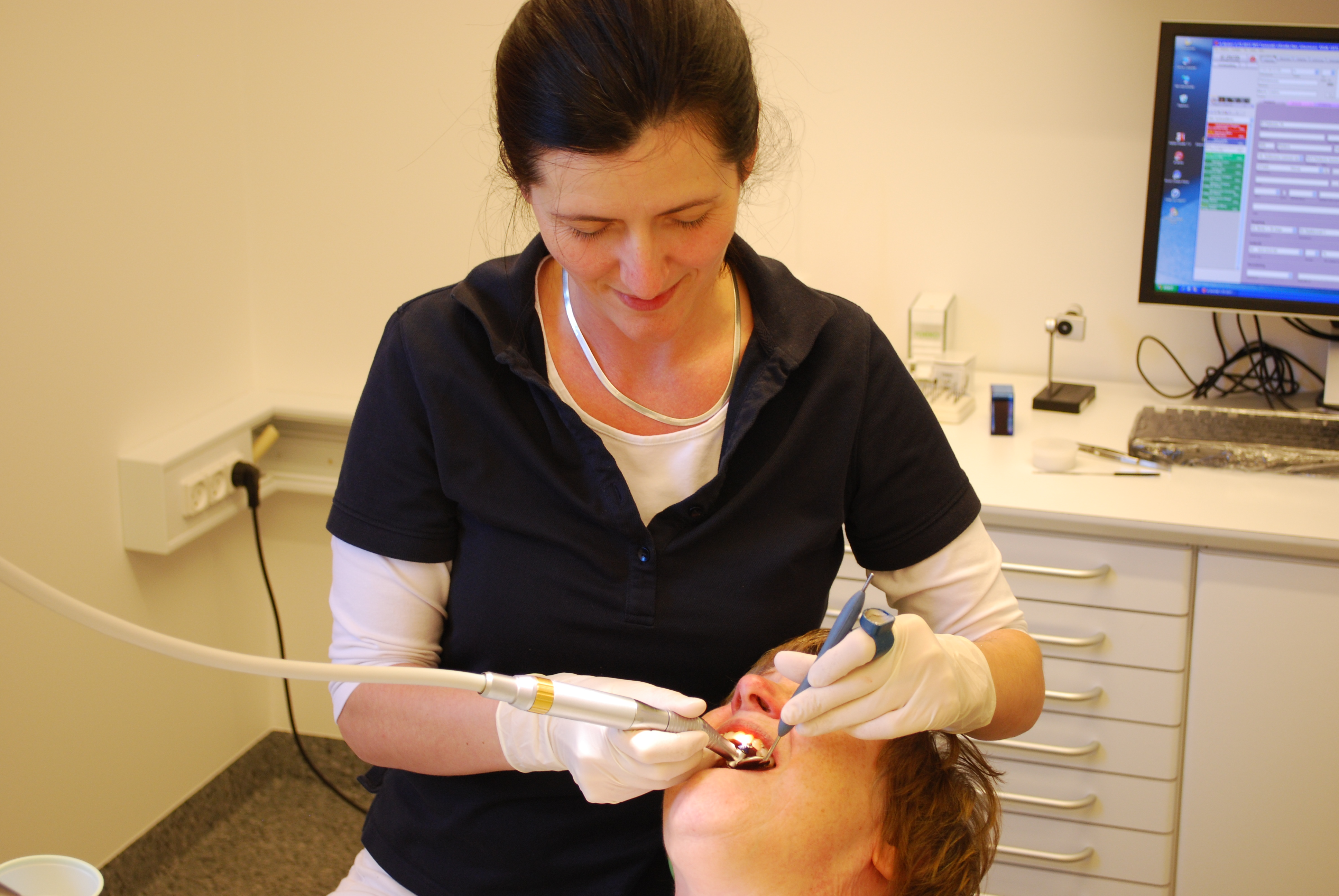
Tandläkare

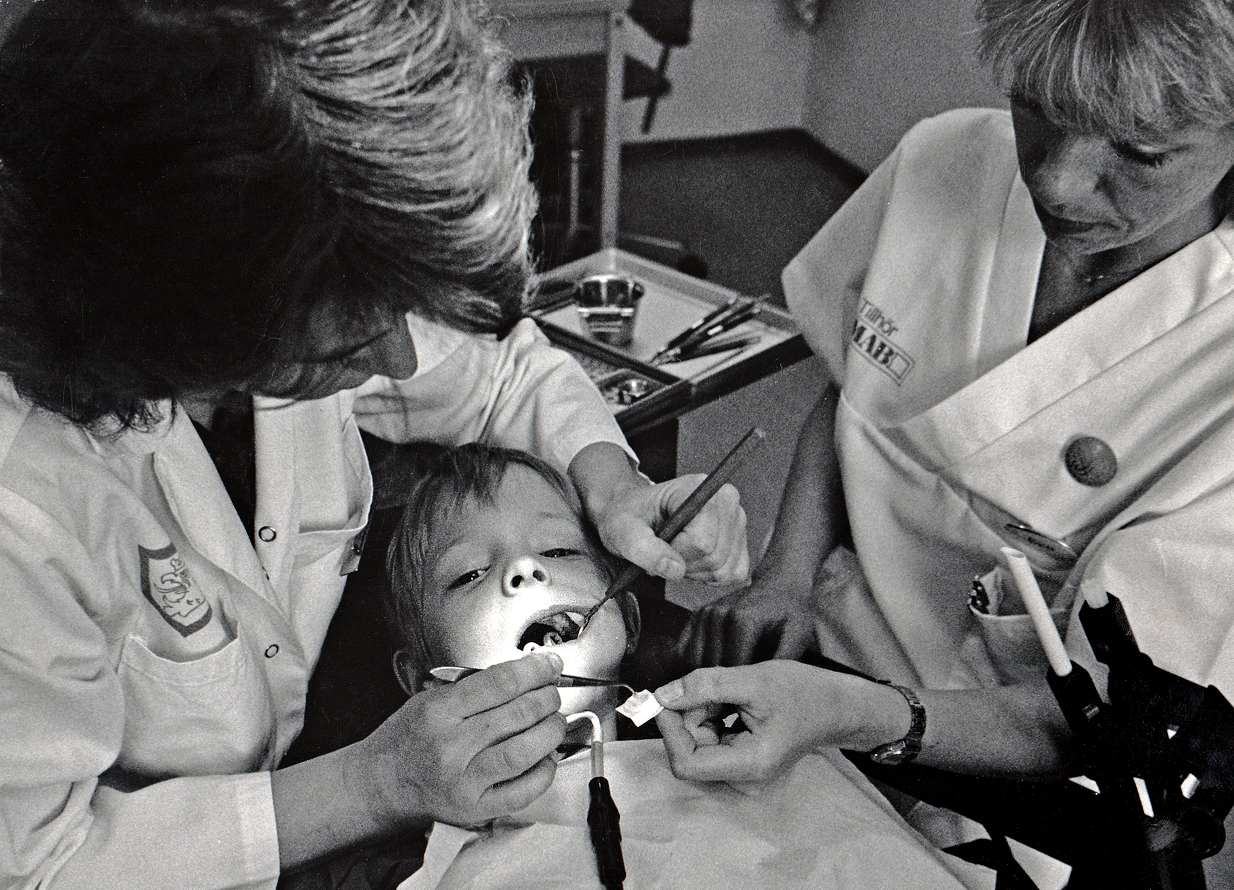
Ett barn får en fyllning hos tandläkaren. Malmö Folktandvård 1989.

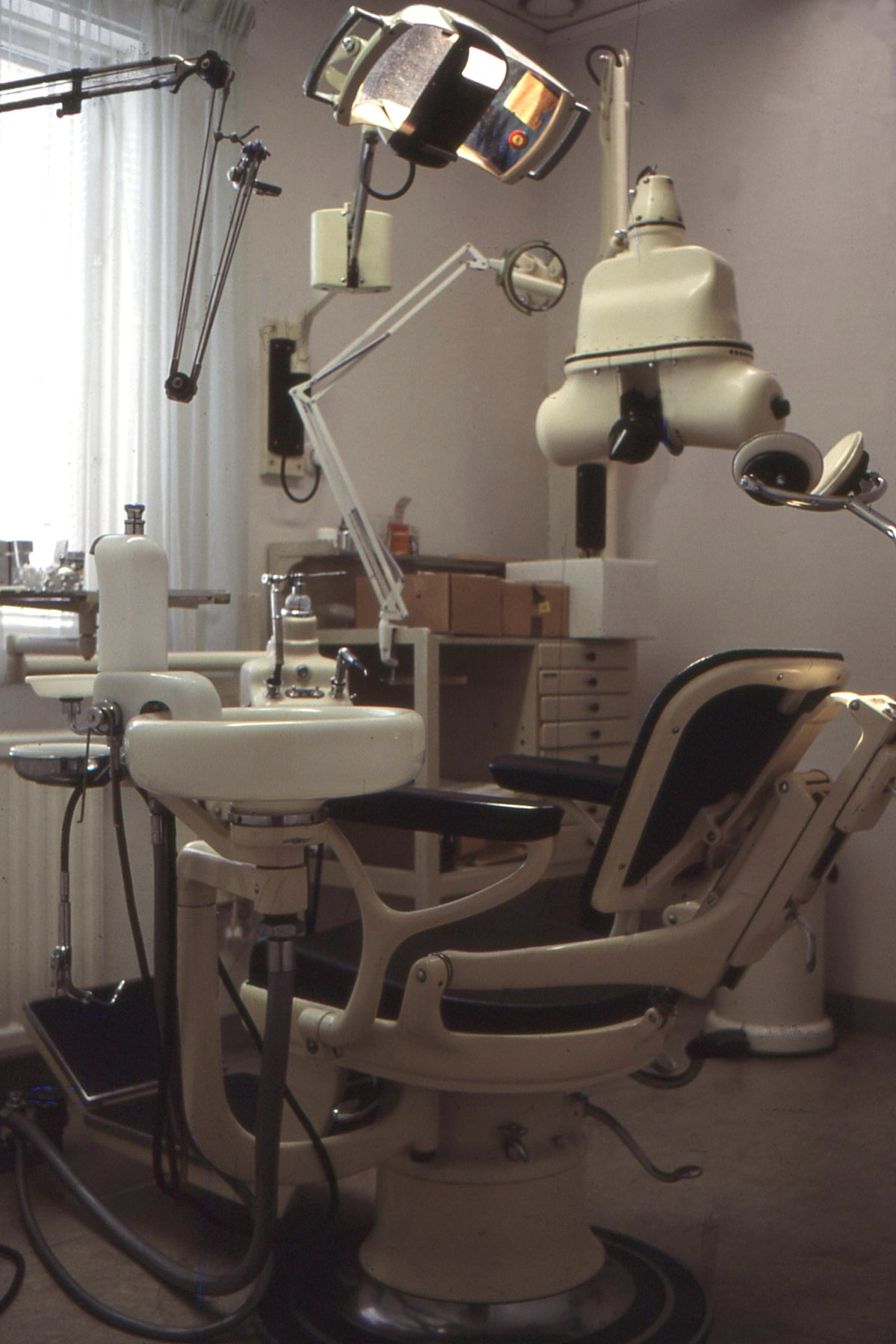
Tandläkarutrustning med stol, röntgenapparat och borr från 1950-talet

Tandläkare är ett yrke som omfattar yrkesexamen och yrkeslegitimation för att självständigt bedriva kvalificerad tandvård. Tandläkare äger rätten att behandla och diagnostisera skador och sjukdomar i munhålan och dess angränsande vävnader.  I de flesta länder krävs att en tandläkare genomgår en längre akademisk yrkesutbildning innan en särskild legitimation för yrket kan utfärdas. Tandläkare i Sverige har förskrivningsrätt för ett begränsat antal läkemedel såsom exempelvis antibiotika, smärtstillande, lugnande, antiinflammatoriska eller antimykotika.
Tandläkaryrket omfattar inte enbart att behandla skador på tänderna, utan även den muskulatur och mjukvävnad som hör till käkområdet samt käklederna. I södra och östra Europa var tandläkarkunskap länge en specialistgren inom läkaryrket, där man först studerade till läkare och sedan vidareutbildade sig till en orofacial medicinsk kunskap motsvarande den tandläkare har (stomatologi). Internationellt samläser ofta tandläkarstudenter med läkarstudenter de första två-tre åren.[källa behövs] För vidare information, se tandläkarutbildning.

## Sverige
Se även: Tandvård i Sverige § Utbildning
Sedan 1797 har det varit ett krav med examen för att få utöva tandläkaryrket i Sverige, och en av de första legitimerade tandläkarna blev Joel Assur samma år. På 1860-talet fanns det 28 tandläkare inom riket, hälften av dom verksamma  i Stockholm. 1898 inrättades den första högskoleutbildningen för tandläkare genom inrättandet av tandläkarinstitutet. 1948 tillkom Tandläkarhögskolan i Malmö, 1956 Tandläkarhögskolan i Umeå och 1967 Tandläkarhögskolan i Göteborg. 1964 blev tandläkarhögskolorna odontologiska avdelningen vid universiteten i respektive stad.
På 1960-talet förlorade läkare rättigheten att behandla sjukdomar i tänder och munhåla, vilket från och med då skulle skötas av tandläkare enbart. Detta regleras bland annat under lagen om ensamrätt till yrke där tandläkaryrket skyddas särskilt jämfört med de övriga skyddade yrkena.
I Sverige har en tandläkare med examen från odontologisk institution eller fakultet vid universitet eller högskola samt tandläkarlegitimation. Tidigare krävdes att nyutexaminerade tandläkare skulle genomföra en period av allmäntjänstgöring för att erhålla tandläkarlegitimation.
Den tidigare AT-tjänstgöringen för tandläkare togs bort under 1990-talet på begäran av landstingen eftersom kompetensen ansågs vara fullgod samt att patienterna var för få. Under 2000-talet har landstingen tryckt på för att återinföra perioden, men detta har nekats, bland annat av universiteten, eftersom det har setts som att landstingen velat ha billig arbetskraft i perioder av besparingar.
Som ersättning för AT-tjänstgöringen erbjuder många landsting, men även privattandläkare, ett år som trainee, vilket i stort innebär samma sak som AT-tiden gjorde. Man tilldelas en mentor som ska ha tid att hjälpa och bistå AT-tandläkaren i sitt yrke.
Djurtandvård får utföras av veterinärer samt sedan 2010 även av tandläkare med kursutbildning. 
För att få behörighet till tandläkarutbildningen krävs genomgånget naturvetenskapligt program på gymnasiet. Särskild högskolebehörighet i form av Matematik D/4, Biologi B/2, Kemi B/2 samt Fysik B/2 krävs. Tandläkarutbildningen omfattar i Sverige fem års heltidsstudier och ges vid Karolinska Institutet, Göteborgs universitet, Umeå universitet och Malmö högskola. De första två åren studeras i huvudsak basmedicinska ämnen, såsom exempelvis kemi, anatomi, fysiologi, histologi, mikrobiologi och patologi. Utbildningarna vid de olika lärosätena är inte identiska, där den största skillnaden är att Umeå och Malmö lägger större vikt vid praktisk utbildning, medan Karolinska och Göteborg lägger mer vikt vid forskning och teori. De tre sista åren av utbildningen ägnas främst åt specialisering i diagnostik och behandling av patologiska tillstånd i munhålan och angränsande vävnader. Tandläkarkåren är den enda yrkeskategori som får använda och inneha röntgenapparatur (dock med vissa förbehåll vad avser lokalen) på egen hand direkt efter grundutbildningen. 
Efter minst två års tjänstgöring som allmäntandläkare kan en tandläkare vidareutbilda sig till specialist inom käkkirurgi, ortodonti, pedodonti, parodontologi, oral protetik, bettfysiologi, endodonti, orofacial medicin eller odontologisk radiologi. Specialiseringstjänstgöring (ST) kräver ytterligare tre års teoretiska och praktiska studier. Efter godkänd utbildning uppnås specialistkompetens och tandläkaren blir specialisttandläkare, ofta med titeln övertandläkare. Förutom specialistutbildningarna finns även andra vidareutbildningar, som dock inte leder till en specialistlegitimation, såsom rättsodontolog.
Majoriteten av de svenska tandläkarna är medlemmar av Sveriges Tandläkarförbund.

### Akademisk examen
De som gick ut den svenska tandläkarutbildningen fram till och med 2013 fick en tandläkarexamen och en odontologie kandidatexamen eller en medicine kandidatexamen. Detta gällde dock inte på Karolinska Institutet där studenterna endast tilldelades en yrkesexamen och ingen akademisk titel. Från och med 2013 får man en tandläkarexamen och en odontologie masterexamen eller medicine masterexamen. Även här kan man notera att Karolinska Institutet inte genomförde några förändringar i enlighet med Bolognaprocessen.  
Skillnaden mellan odontologie och medicine examen är beror på hur  de övriga högskolorna och universiteten organiserat den odontologiska utbildningen. Att läsa till en akademisk examen är ett tämligen nordiskt tillvägagångssätt, då stora europeiska länder som Storbritannien och Tyskland har utbildningar som bara renderar i en yrkesexamen.

#### Engelsk titel
För de som påbörjade svensk tandläkarutbildning före 2007 är den engelska examenstiteln D.D.S (University Degree of Dental Surgery) i kombination med BSc (Bachelor of Science in Dental Science). I och med anpassningen till bolognasystemet har den engelska titeln ändrats för de som studerat enligt utbildningsplaner från 2007 till Degree of Master of Science in Dental Surgery och BSc är bytt till Master of Science (120 credits) in Dental Science (MScDSc). DDS och DMScDS är att likställa med svenskans tandläkarexamen, som är själva yrkesexaminan och BSc samt MScDSc den akademiska examinan.

### Specialistområden med legitimation frånsocialstyrelsen
- Endodonti (rotfyllnad)
- Bettfysiologi
- Odontologisk radiologi (oral röntgen)
- Käkkirurgi
- Oral protetik (kronor, broar, proteser mm)
- Orofacial medicin (sjukhustandvård)
- Ortodonti (tandreglering)
- Pedodonti (barntandvård)
- Parodontologi (tandlossning)

### Specialistliknande områden
- Allmäntandvård
- Flyg och submarin (godkännande av militära piloter och ubåtspersonal)
- Kariologi
- Rättsodontologi

## Finland

### Specialistområden med legitimation frånrättsskyddscentralen[15]
- Hälsovård
- Klinisk tandvård
- Mun- och käkkirurgi
- Ortodonti